# Matthew Floyd Miller
Matthew Floyd Miller (...) è un attore statunitense.

## Filmografia

### Cinema
- Pop Rocks, regia di Alex Lubliner - cortometraggio (2007)
- Telegenic, regia di Kelly D. Lewis - cortometraggio (2010)
- Love & Secrets (All Good Things), regia di Andrew Jarecki (2010)
- Gun Woman, regia di Kurando Mitsutake (2014)
- Where Dreams Rest, regia di Elaine Wong - cortometraggio (2018)
- Goldfish, regia di Sikandar Sidhu - cortometraggio (2018)
- Stan the Man, regia di Steven Chase (2020)
- RE, regia di Kenneth Robins - cortometraggio (2022)

### Televisione
- Criminal Minds – serie TV, episodio 8x22 (2013)
- Major Crimes – serie TV, episodio 2x05 (2013)
- Colony – serie TV, episodio 1x02 (2016)
- Hand of God – serie TV, episodio 2x02 (2017)
- American Crime Story – serie TV, episodio 3x01 (2021)
- Law & Order - I due volti della giustizia (Law & Order) – serie TV, episodi 19x20-21x10 (2009-2022)
- Ecco a voi i Chippendales (Welcome to Chippendales) – miniserie TV, 1 puntata (2022)
- Barry – serie TV, episodio 4x05 (2023)

## Doppiatori italiani
Nelle versioni in italiano delle opere in cui ha recitato, Matthew Floyd Miller è stato doppiato da:
- Guido Di Naccio in Major Crimes
- Roberto Fidecaro in Hand of God